# Astrografo

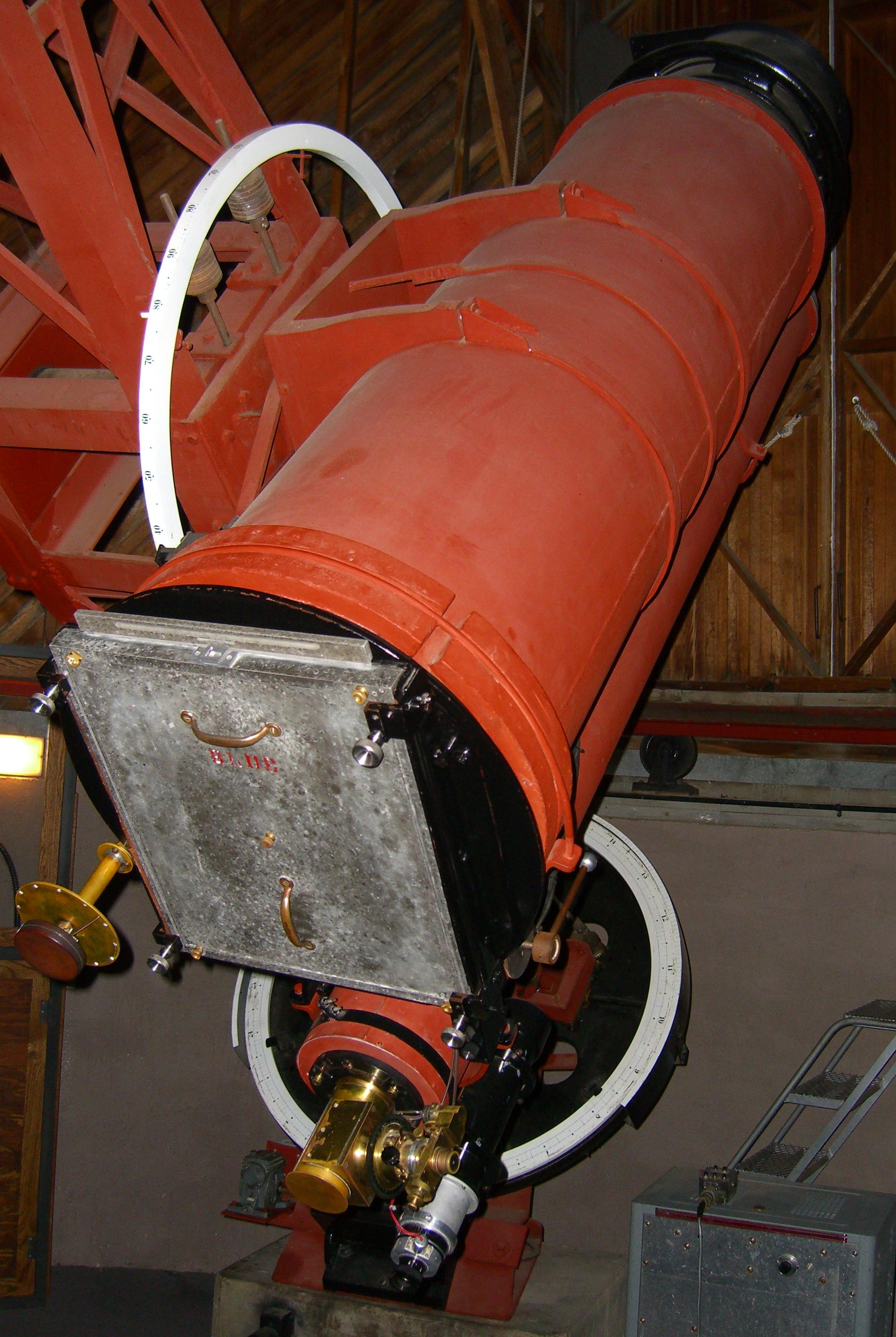
Astrografo del Lowell Observatory usato nella scoperta di Plutone

Un astrografo è un telescopio progettato e costruito esclusivamente per l'astrofotografia. Gli astrografi sono utilizzati per la compilazione di cataloghi, il rilevamento di oggetti quali asteroidi, meteore e comete.

## Struttura
La maggior parte dei telescopi appartenenti a questa categoria sono dei telescopi rifrattori, tuttavia ve ne sono diversi che usano la configurazione ottica del telescopio riflettore, la Ritchey-Chrétien e configurazioni catadiottriche come il telescopio Schmidt. 
Le principali caratteristiche di un astrografo sono legate all'apertura e al rapporto focale  che ne determinano il campo di vista e la dimensione dell'immagine sul film sensibile o sul CCD. Tipicamente le aperture si aggirano su valori tra i 20 e i 50 cm.
Il profilo del piano focale è progettata in modo da accogliere specifici rilevatori (film fotosensibili, CCD, fotomoltiplicatori etc.). L'obbiettivo  progettato in modo da produrre sul piano focale una immagine il più possibile piana. Talvolta possono essere progettati per lavorare con pellicole sensibili ad una specifica lunghezza d'onda.
Astrografi con un ampio campo di vista e basso rapporto focale sono utilizzati per fotografare ampie zone di cielo; strumenti con rapporti focali più elevati sono invece usati per effettuare misurazioni precise. Molti osservatori sono equipaggiato con un astrografo normalizzato, in grado di produrre immagini al piano focale aventi una scala  di 60 arcosecondi/mm.

## Impiego

### Astrometria
Gli astrografi utilizzati in astrometria servono a realizzare per mappare gli oggetti celesti su ampie zone di cielo, in modo da ricavare dati che saranno poi utilizzati in cataloghi o ulteriori studi.

### Catalogazione
Gli astrografi utilizzati per la compilazione di cataloghi stellari consistono in due telescopi posti sulla stessa montatura: ogni zona di cielo può essere fotografata simultaneamente con due pellicole sensibili a differenti lunghezze d'onda (solitamente blu e giallo), oppure si possono effettuare due differenti esposizioni con tempi di posa e pellicole di sensibilità diversa o filtri particolari. Con questi accorgimenti si riesce a misurare la classe spettrale e la magnitudine e quindi a risalire alla distanza dell'astro.

### Scoperta di nuovi oggetti
Tramite due esposizioni della stessa zona di cielo è possibile scoprire nuovi asteroidi, meteore, comete, stelle variabili o novae. Comparando le due lastre è possibile individuare un oggetto in moto sullo sfondo immobile; talvolta esso, se è sufficientemente veloce rispetto al tempo di esposizione, può apparire in forma di linea.
Clyde Tombaugh scoprì Plutone nel 1930 mediante l'astrografo del Lowell Observatory, con un paziente lavoro di ripresa lungo l'eclittica.